# Слободчиково (муніципальне утворення «Сойгинське»)
Слободчиково (рос. Слободчиково) — село в Ленському районі Архангельської області Російської Федерації.
Населення становить 15 осіб. Входить до складу муніципального утворення Сойгинське поселення.

## Історія
Від 2004 року входить до складу муніципального утворення Сойгинське поселення.

## Населення
| 2002 | 2010 | 2012 |
| ---- | ---- | ---- |
| 37   | ↘14  | ↗15  |